# Maipo
Der Maipo ist ein 5264 m hoher, aktiver Stratovulkan in den Anden an der Grenze zwischen Chile und Argentinien (Provinz Mendoza). Sein Kegel ragt 1900 m über den Grund einer 15 × 20 km großen Caldera auf, die vor ca. 450.000 Jahren entstand.
Der letzte bekannte Ausbruch datiert auf das Jahr 1908. Am östlichen Fuß bildete sich bei einem Ausbruch im Jahr 1826 die etwa 7 × 4 km große Laguna del Diamante auf einer Höhe von 3300 m.
Besteigungen des Vulkans erfolgen in der Regel vom nahegelegenen San Carlos aus.